# Manaquí verd
El manaquí verd (Cryptopipo holochlora) és un ocell de la família dels píprids (Pipridae) i única espècie del gènere Cryptopipo (Ohlson, Fjeldså et Ericson, 2013)

## Hàbitat i distribució
Habita el sotabosc de la selva pluvial de les terres baixes a l'est de Panamà, oest de Colòmbia, est de l'Equador i est del Perú.

## Taxonomia
Espècie que ha estat inclosa als gèneres Chloropipo i més tard a Xenopipo. Ubicada al monotípic gènere Cryptopipo arran Ohlson et al. 2013.

Alguns autors consideren que la població septentrional és en realitat una espècie diferent:
- Cryptopipo litae (Hellmayr, 1906) – manaquí del Chocó.[5]